# Língua nheengatu
O nheengatu (nheengatu: [ɲe.ʔẽ.ɡa.ˈtu], português: [ɲe.ẽ.ɡa.ˈtu]), também conhecido como tupi moderno, é uma língua indígena pertencente à família tupi-guarani, mais especificamente do tronco tupi. Esse idioma, surgido no século XIX, tem origem na língua geral amazônica, que, por sua vez, proveio do tupi antigo. O nheengatu também é referido em menor grau por uma grande variedade de nomes, incluindo nenhengatu, nhengatu, nyengatu, tupi amazônico, waengatu, ñe'engatu (este último em espanhol), entre outros.
O nheengatu desenvolveu-se originalmente como língua franca em aldeamentos nos estados do Maranhão e do Pará. Ele começou a se formar naturalmente por meio do contato entre os tupinambás, falantes da língua tupi antiga, e indígenas de outros idiomas e etnias, além dos missionários jesuítas, responsáveis por seus aldeamentos. Em sua evolução, sofreu diversas transformações por influência do português e de outras línguas indígenas, as quais implicaram, a título de exemplo, a perda de alguns fonemas exclusivos do tupi antigo.
O idioma é atualmente falado por milhares de indígenas e ribeirinhos na Amazônia, principalmente na bacia do rio Negro. O nheengatu está, de acordo com a Unesco, severamente ameaçado.
Em 2023, foi declarada língua oficial do Amazonas, juntamente com outras 15 línguas indígenas.

## Etimologia
Seu nome procede da composição entre as palavras tupis nhe'enga ("língua", "idioma", "linguagem") e katú ("bom", "boa"), significando portanto "língua boa", devido à sua importância como língua franca na região Norte do Brasil durante o período colonial. A língua passou a ser referida por este nome apenas no século XIX, possivelmente a partir da obra de Couto de Magalhães em 1876; antes disso, a língua era chamada de tupinambá, língua geral ou língua brasílica.

## Distribuição
O nheengatu está presente em toda a região do Rio Negro entre os povos baníua, baré e warekena, entre outros, principalmente no território do municipio de São Gabriel da Cachoeira, no estado do Amazonas, no Brasil, onde, desde 2002 é um dos idiomas oficiais (juntamente de baníwa, tukano e português). Além disso, é falado também na região do Baixo Amazonas (no estado do Amazonas), entre os povos sateré-maué, maraguá e mura, e no Baixo Tapajós (no estado do Pará) onde está sendo revitalizado entre os diversos povos da região, como o povo borari e o povo tupinambá, e também entre os próprios ribeirinhos.
O nheengatu compartilha semelhanças com um grupo de línguas e dialetos da família tupi-guarani, tais como tupinambá, cocama, cocamilla, omaguá e paulista (a língua paulista, apesar das semelhanças, possui influências da língua espanhola e mais proximidade com o guarani do que com o nheengatu). Este grupo é caracterizado principalmente pelos seguintes fenômenos em relação ao proto-tupi-guarani:
- conservação de consoantes finais;
- fusão de tx e ts, manifestados como ts ou s;
- conservação de pw;
- conservação de pj;
- conservação de acentos.

## História
A formação da Língua Geral Amazônica está ligada ao início da colonização nas terras do Grão-Pará em 1616, ano em que as primeiras tropas portuguesas estabeleceram-se na região da Costa do Salgado, fundando o Forte do Presépio. Chegando lá, os colonizadores tiveram contato com a variante do tupinambá falada na região. Assim, os aldeamentos jesuítas no estado do Grão-Pará e Maranhão tomaram essa variante como língua franca de seus aldeamentos e do seu catecismo. Assim, a língua acabou servindo como língua de contato entre povos indígenas de diversas etnias, caboclos e brancos.

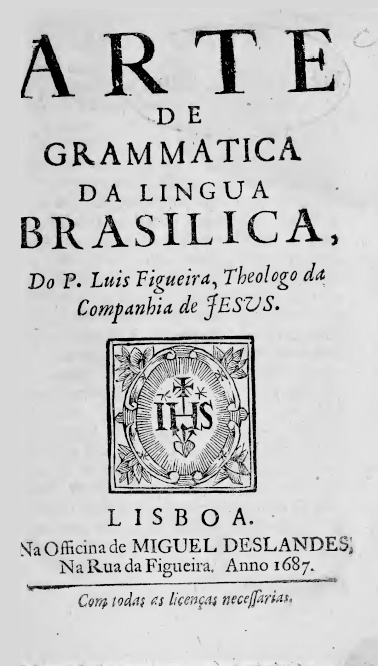
Primeira página da Arte de Gramática da Língua Brasílica.

Conforme os aldeamentos passaram a subir os rios amazônicos e a reduzir os diferentes grupos indígenas (ou seja, conduzi-los às reduções jesuíticas), a língua foi perdendo o caráter de idioma étnico dos tupinambás e transformando-se num vernáculo supraétnico. Com isso, o idioma teve sua tipologia gradativamente afastada daquela do idioma dos tupinambás, devido, justamente, às influências resultantes de constantes contatos com outros sistemas linguísticos. Esse processo foi paralelo ao desenvolvimento, no litoral do centro-sul, da língua geral paulista.
A língua geral amazônica foi inicialmente fomentada pela Coroa Portuguesa e tomada como língua oficial na Capitania no período 1689–1727, apos o que começaram as tentativas de portugalização. Uma carta régia de 1727, por exemplo, proíbe o uso da língua nas povoações e aldeias de repartição, determinando que tanto os moradores quanto os missionários organizassem o ensino do português a indígenas. Após a Guerra dos Cabanos (1835 e 1840), o processo de supressão da língua tornou-se especialmente violento: metade da população masculina do Grão-Pará (Amazônia) foi assassinada na guerra e quem era flagrado falando em nheengatu era castigado; se fosse indígena não contatado, era batizado por padres e ganhavam seus sobrenomes portugueses em certidões, uma vez que os próprios padres eram seus padrinhos. Foi também neste processo que os nomes de muitos lugares tiveram seus nomes trocados de nheengatu para nomes de lugares e cidades de Portugal, tais como Belém (antiga Tupinambá Mairi), Santarém (antiga Aldeia dos Tapajós), Aveiro (antiga Aldeia dos Mundurucus), Barcelos (antiga Missão de Mariuá), Óbidos (antiga Missão dos Pauxis), Faro (antiga Aldeia dos Jamundás) e Alenquer (antiga Surubiú).[carece de fontes?]
O Diretório dos Índios, principal legislação de administração lusitana dos povos originários no século XVIII, publicado em 1757 por ingerência do Marquês de Pombal, o nheengatu tornou a ser proibido. O parágrafo 7 dessa legislação apontava que "[...] Não consentindo por modo algum, que os Meninos e as Meninas, e todos aqueles Índios que forem capazes de instrução usem da língua própria de suas Nações, ou a chamada geral, mas unicamente da Portuguesa". A imposição da Língua Portuguesa e a proibição do nheengatu, a “língua geral”, não mais se constituiu em um ferramenta de salvação da alma do nativo, e sim na afirmação da soberania metropolitana em um período de consolidação das fronteiras nortistas.
Todo esse esforço, contudo, gerou pouco efeito prático. O número de falantes de outras línguas superava imensamente os colonos portugueses na Amazônia, tanto que os próprios portugueses se adequaram a língua nativa. Para se falar ou conversar na colônia do Grão Pará tinha que usar o nheengatu, caso não o fizesse, ficaria falando sozinho uma vez que ninguém usava o português, a não ser no palácio governamental em Belém e entre os próprios portugueses.
Assim, ao longo do século XVIII, a também conhecida como língua brasílica se expandiu ao longo de diferentes rios e se desenvolveu em diferentes variedades. Foi a partir do século XIX que passou a ser utilizado o nome nheengatu, possivelmente criado por Couto de Magalhães em 1876.
Baseando-se na análise de documentos do século XIX, Felix reconhece 11 variedades da língua na época: Solimões, Juruá, Alto Rio Negro, Baixo Rio Negro, Tapajós, Baixo Tocantins, Monte Alegre, Ereré, Santarém, Mudurukú e Mawé. O nheengatu continuou a evoluir, quando se expandiu na região do Alto Rio Negro. Houve contato com outros idiomas como marawá, baníua, warekana, tucano e dâw.
No final do século XIX, a conquista da língua portuguesa se consolidou, mas o nheengatu não desapareceu. Ficou enraizado no linguajar do amazônida, no sotaque dos ribeirinhos e nos povos indígenas do rio negro, baixo amazonas ainda que em risco de desaparecer. Mas com o projeto Motorola para a tradução da língua na telefonia, a língua retornou ao engajamento protagonista e em 2020, professores e ativistas da língua nas três variantes se uniram em prol da criação de uma academia, a Academia da Língua Nheengatu, para regularizá-la, padronizá-la em três vertentes e assim reconquistar parte do espaço perdido e em busca do lugar que lhe foi tirado, o de língua mãe que é a cara a identidade da Amazônia.

## Uso
Atualmente, o nheengatu ainda é falado por cerca de 73,31% dos 29,9 mil habitantes de São Gabriel da Cachoeira, no Brasil (Censo IBGE 2000), cerca de 3 000 pessoas na Colômbia e 2 000 pessoas na Venezuela, especialmente na bacia do rio Negro (rios Uaupés e Içana). Para além disso, é a língua materna da população cabocla e mantém o caráter de língua de comunicação entre indígenas e não-indígenas, ou entre indígenas de diferentes línguas. Constitui, ainda, um instrumento de afirmação étnica de povos indígenas amazônicos que perderam suas línguas nativas, como os barés, deos arapaços, os baniuas, os uarequenas e outros.
O nheengatu é uma das quatro línguas oficiais do município de São Gabriel da Cachoeira, no noroeste do estado do Amazonas, no Brasil.

É possível a existência de cerca de 19 000 falantes de nheengatu em todo o mundo, de acordo com The Ethnologue (2005), embora alguns jornalistas tenham relatado até 30 000. A linguagem recuperou recentemente algum reconhecimento e destaque depois de ter sido suprimida por muitos anos. É falado na região do Alto Rio Negro, no estado do Amazonas, na Amazônia brasileira e em partes vizinhas da Colômbia e Venezuela. É a língua nativa da população rural da área e também é usada como uma linguagem comum de comunicação entre indígenas e não-indígenas e entre indígenas de diferentes povos.

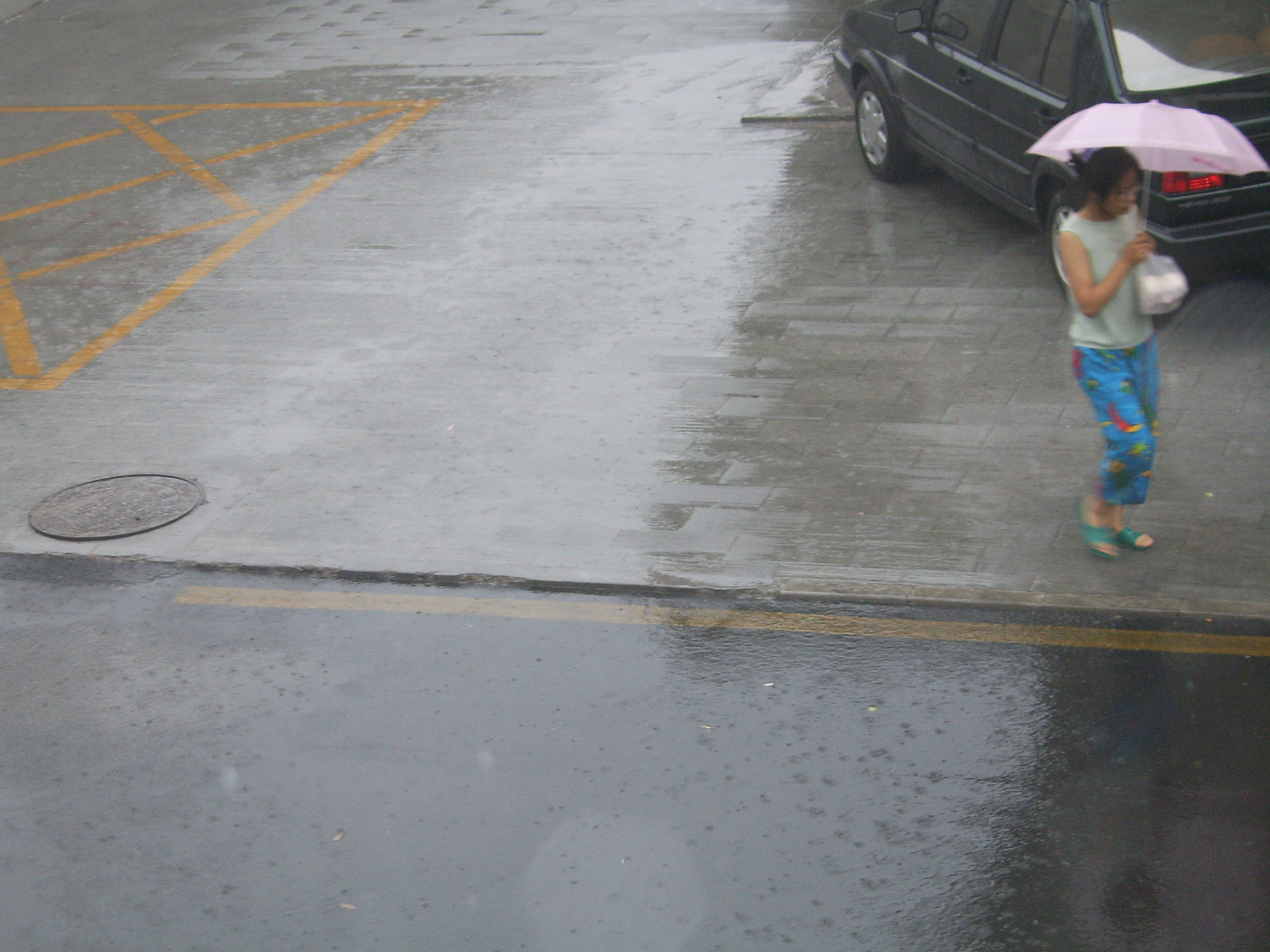
Amana significa "chuva".
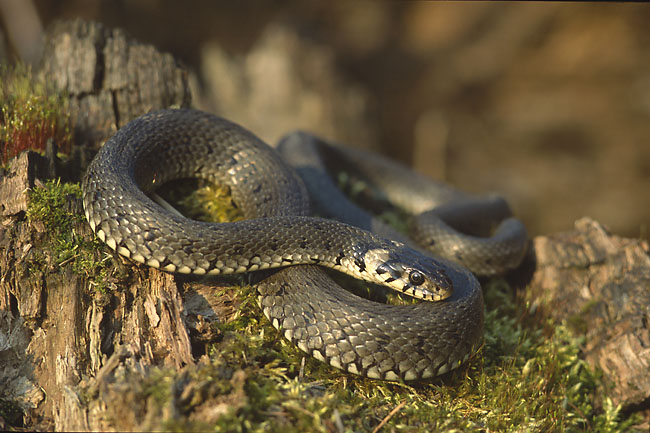
Buya significa "cobra".
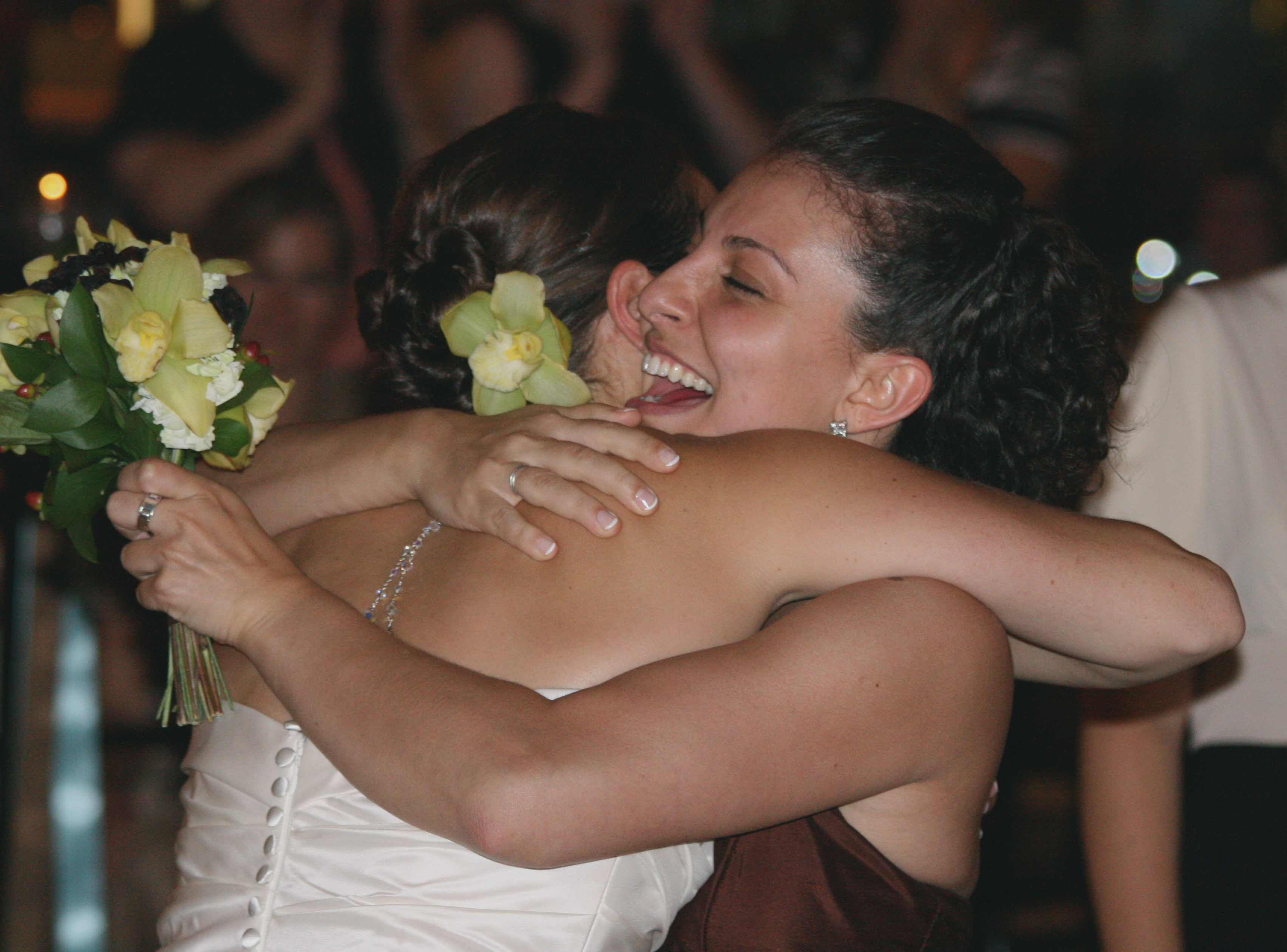
Ayumana significa "abraço".

Em 1998, Eduardo de Almeida Navarro, professor da Universidade de São Paulo, fundou a organização Tupi Aqui, dedicada a promover o ensino do tupi e nheengatu históricos em escolas de ensino médio de São Paulo e em outros lugares do Brasil. O professor Navarro escreveu um livro didático para o ensino de nheengatu que o Tupi Aqui disponibiliza, juntamente com outros materiais didáticos, em um site hospedado pela Universidade de São Paulo.
Em dezembro de 2002, o nheengatu ganhou o status de idioma oficial ao lado do português no município de São Gabriel da Cachoeira, Brasil, onde muitos falantes estão concentrados, de acordo com a Lei Municipal n.º 145/2002.

### O nheengatu no nordeste brasileiro
Sabe-se que o nheengatu teve origem no tupinambá amazônico, variante tupi localizada mais precisamente no Maranhão, que durante a colonização portuguesa, fez parte do estado do Grão Pará e Maranhão. Desde então, se entende o nheengatu também como cultura maranhense. O que poucos citam é a presença do nheengatu no nordeste brasileiro propriamente falando. Principalmente Ceará, Piauí e Rio Grande do Norte. Assim surgiu o caso do município de Monsenhor Tabosa que oficializou o idioma nheengatu como língua cooficial no município e planejar adotar a língua nas escolas municipais. Como diz o jornal local: "A câmara municipal de Monsenhor Tabosa aprovou por unanimidade um projeto de lei que reconhece a língua nativa tupi-nheengatu como língua cooficial do município. O texto legal já foi sancionado pelo prefeito Salomão de Araújo Souza, que é descendente dos povos indígenas".
Para Teka Potiguara, líder comunitária e antropóloga, a decisão valoriza o reconhecimento das identidades, da memória e da história dos povos indígenas do Ceará.
"Aqui em Monsenhor Tabosa, nós temos cerca de 4 mil descendentes de povos indígenas das etnias Potiguara, Tabajara, Gavião e Tubiba Tapuia e sei que esta ação tem um reflexo muito importante, tanto para o tempo presente quanto para as próximas gerações", pontua Teka, que pesquisa e escreve sobre a língua Tupi-nheengatu há mais de 20 anos. "Nós, povos indígenas, estamos sistematizando uma língua que nunca morreu e que, inclusive, é de onde vem a maioria dos nomes dos municípios cearenses. É uma grande conquista do nosso povo oficializar a língua Tupi-nheengatu e conseguir levar seu ensino também para as escolas da rede municipal, para além das escolas indígenas".

### Projetos de documentação do idioma
Agências de documentação de idiomas (como SOAS, Museu do Índio, Museu Goeldi e Dobes) atualmente não estão envolvidas em nenhum projeto de documentação de idiomas para o nheengatu. No entanto, as pesquisas sobre o nheengatu realizadas por Moore (1994) foram apoiadas pelo Museu Goeldi e pelo Conselho Nacional de Desenvolvimento Científico e Tecnológico (CNPq) e financiadas pela Society for the Study of the Indigenous Languages of the Americas (SSILA) e pela Inter-American Foundation. Neste estudo, Moore se concentrou nos efeitos do contato com a língua e em como o nheengatu evoluiu ao longo dos anos com a ajuda de um informante que falava nheengatu. Moore (2014) pede a "localização e documentação dos dialetos modernos de nheengatu", devido ao risco de extinção.

### Academia da Língua Nheengatu
Realizado por professores indígenas e ativistas da língua, a Academia da Língua Nheegatu cujo objetivo é de reconquistar o espaço perdido pelo nheengatu durante os anos de proibição no século XVIII e XIX e no sobrepujamento do Português sobre o Nheegatu já no século XX durante o Ciclo da Borracha, e alavancar seu aprendizado em meio a indígenas e não indígenas num contexto contemporâneo e moderno já no século XXI. O projeto Motorola deu o pontapé inicial para o grupo de ativistas o que culminou com a criação da Academia, de forma on-line por conta da pandemia de COVID-19, o que impediu de haver reuniões presenciais numa capital próxima, ou seja, Manaus.
Escolhido os patronos das 25 cadeiras, quatro pessoas fazem parte da diretoria, entre eles Edson Baré, seu primeiro presidente. As mesmas cadeiras são organizadas por região: 10 pertencem aos falantes do yẽgatu, sete pertencem aos falantes do nheengatu tradicional, sete cadeiras são direcionadas aos falantes do nheengatu tapajoawara e 3 ultimas cadeiras são reservadas a falantes do nheengatu que não pertença as três regiões.
A cidade fórum é a cidade de Manaus, e as sedes da Academia são Manaus e Santarém.

## Fonologia
Os sons do nheengatu passaram por um processo de aportuguesamento. Por exemplo, perderam-se como fonemas a vogal central fechada não-arredondada [ɨ], a sua versão nasal, e a consoante conhecida como pausa glotal [ʔ] (indicada ortograficamente por um apóstrofo), que não estão presentes no português.

### Consoantes
Não há um consenso acerca das consoantes do nheengatu, já que alguns autores consideram contornos e aproximantes como fonemas. Consoantes entre parênteses representam estes sons.
|             |             | Bilabial | Alveolar | Pós-alveolar | Palatal | Velar | Glotal |
| ----------- | ----------- | -------- | -------- | ------------ | ------- | ----- | ------ |
| Plosiva     | Desvozeada  | p        | t        | (tʃ)         |         | k     | (ʔ)    |
| Plosiva     | Vozeada     | b        | d        |              |         | ɡ     |        |
| Plosiva     | Pré-nasal   | (ᵐb)     | (ⁿd)     |              |         | (ᵑɡ)  |        |
| Nasal       | Nasal       | m        | n        |              | ɲ       |       |        |
| Fricativa   | Fricativa   |          | s        | ʃ            |         |       |        |
| Vibrante    | Vibrante    |          | ɾ        |              |         |       |        |
| Aproximante | Aproximante | (w)      |          |              | (j) (j̃) |       |        |

### Vogais
O sistema de vogais do nheengatu se assemelha ao do tupinambá, sendo que as vogais /ܺܺɨ/ e /o/ não são presentes, graças a transformações fonológicas que as fundiram com as vogais /i/ e /u/ respectivamente, tal como suas contrapartes nasais.
|         | Anterior | Central | Posterior |
| ------- | -------- | ------- | --------- |
| Fechada | i        |         | u         |
| Média   | e        |         |           |
| Aberta  |          | a       |           |

|         | Anterior | Central | Posterior |
| ------- | -------- | ------- | --------- |
| Fechada | ĩ        |         | ũ         |
| Média   | ẽ        |         |           |
| Aberta  |          | ã       |           |

## Ortografia

### Nheengatu tapajowara
A variante do Tapajós, vinculada aos povos boraris, arapiuns, tapajós dentre outros também teve sua convecção, onde a organização de professores indígenas (ao todo mais de duzentos docentes) tem feito de tudo para alavancar a língua nheengatu na região, inclusive com a produção do livro Nheengatu tapajowara em que abordam uma ortografia própria mais aproximada com a de Casanovas, porém, um meio termo entre o nheengatu do rio Negro e o nheengatu tradicional.

### Nova ortografia
Abaixo está listada a nova ortografia que vem sendo utilizada em cursos e teses:
- Todas as palavras oxítonas recebem acento agudo, ex: yasí; wará; asú; yuká; eré.
- As palavras paroxítonas geralmente não são acentuadas.
- As palavras proparoxítonas são sempre acentuadas, ex: pitérupi.
- Os hiatos I e U são acentuados graficamente em qualquer posição, ex: kuíri; suú.
- Quando um ditongo for antecedido por uma vogal, acentua-se a vogal tônica I ou U do ditongo, ex: tapayúna; kumaíwa.
- Acentuam-se todos os ditongos em posição final, ex: yeréu; umundéu, akayú, yukáu.
- K é usado no lugar de QU ou de C antes de A ou U.
- S nunca tem som de Z, mas sempre de Ç ou SS, ex: asú (leia açú) — vou
- R é sempre brando, como em "marido".
- G tem sempre o som gutural e nunca som de J: upurungitá (leia upurunguitá)
- W é usado no lugar de U nos ditongos crescentes (semivogal + vogal), ex: watá; wirá; yawí.
  - Nos ditongos decrescentes (vogal + semivogal) é utilizado U e não W yeréu; kwáu.
- Y é usado no lugar de I nos ditongos crescentes (semivogal + vogal), ex: yara; yasí; yurá.
  - Nos ditongos decrescentes (vogal + semivogal) é utilizado I e não Y: ukái; suikiri, taité.
- NT, no início da palavra, que ocorre somente na forma nti (não), é pronunciado como T: nti (leia ti).
- Todas as vogais têm as suas correspondentes nasais: ã, ẽ, ĩ, ũ.
- Há uma tendência de certos fonemas nasais tornarem-se orais:
  - paranã > paraná — rio
  - nhaã > nhaá — aquele (a)
  - irũmu > irúmu — com

## Gramática
Existem oito classes gramaticais na língua nheengatu: substantivos, adjetivos, verbos, advérbios, posposições, pronomes, demonstrativos e partículas.

### Pronomes
O sistema de pronomes do nheengatu consiste em pronomes pessoais, anafóricos e demonstrativos. Os pronomes pessoais abrangem apenas a primeira e segunda pessoas, enquanto os pronomes anafóricos derivam de aé (etimologicamente um demonstrativo). Além disso, há também os índices de pessoa estativa, que podem se unir ao sujeito, a uma posposição ou a um verbo.
Os pronomes pessoais variam em número e pessoa, sem distinção de gênero.
| Singular | 1ª pessoa | ixé   |
| Singular | 2ª pessoa | indé  |
| Plural   | 1ª pessoa | yandé |
| Plural   | 2ª pessoa | penhẽ |

Além dos pronomes pessoais, há os pronomes anafóricos aé (singular) e ainta (plural). O pronome aé (singular) no caso, deriva etimologicamente de um demonstrativo. Por serem anafóricos, podem designar o que, no português, é a 3ª pessoa.
Exemplos:
- Ixé kurumin = eu (sou) menino (pronome pessoal + substantivo)
- Yandé yasasá puranga = nós passamos bem (pronome pessoal + verbo)
- Indé puranga = tu és bonito(a) (pronome pessoal + adjetivo)

### Substantivos
No sistema de nomes substantivos da língua nheengatu, as duas maiores divisões são determinadas por substantivos relativos ou autônomos e pelo parâmetro contável ou não-contável.
Os substantivos relativos são determinados por uma entidade cuja existência implica a existência de outra entidade. Tais substantivos exigem um complemento associado a eles, relativo à entidade que é obrigatoriamente associada ao mesmo. Os principais exemplos são substantivos de parentesco, partes do corpo, relações sociais, propriedades, localização e relações de parte e todo.
Os substantivos autônomos por outro lado não necessitam de um complemento associado a eles, sendo optativo para o contexto do falante. Qualquer substantivo que não implique a existência de outro é autônomo, tais como mulher, faca, terra, farinha, animal, entre outros.
Os substantivos contáveis são aqueles compatíveis com determinantes de quantificação, tais como numerais e advérbios de intensidade. Estes nomes em sua maioria podem ser contados de forma discreta, ou seja, específica.
Os substantivos não-contáveis não podem ser acompanhados de numerais ou outros determinantes de quantificação. Substâncias como água, farinha, piaçava, entre outras, normalmente são quantificadas usando wasu (aumentativo) ou o verbo buwa (ser abundante)

### Adjetivos
O nheengatu não distingue entre adjetivos qualificativos e predicativos. Por isso, tanto "o menino bonito" (adjetivo qualificativo) e "o menino é bonito" (adjetivo predicativo) são escritos da mesma forma: kurumin puranga. Cabe lembrar que o nheengatu não possui um equivalente ao verbo ser, em português.

### Verbos
O sistema de verbos do nheengatu é simples, sendo que a principal divisão é dada por verbos transitivos e intransitivos. Os verbos intransitivos por sua vez podem ser divididos em estáticos e dinâmicos, e cada um exige um conjunto diferente de índices de pessoa. Por fim, os verbos não flexíveis definem propriedade físicas, sendo análogos aos adjetivos da língua portuguesa, e sua pessoa é marcada pelo sujeito da sentença.
Neste sistema não há marcação de tempo, modo ou aspecto. Tais marcações são definidas no início de um rema, independentemente da classe a que estiverem associadas. Também não há marcação de evidencialidade, que é definida por um clítico. No entanto, a maioria dos verbos é acompanhada de um índice de pessoa.
|          |           | Estativo | Dinâmico     |
| -------- | --------- | -------- | ------------ |
| Singular | 1ª pessoa | se-      | a-           |
| Singular | 2ª pessoa | ne-      | re-          |
| Singular | 3ª pessoa | yane-    | ya-          |
| Plural   | 1ª pessoa | pe-      | pe-          |
| Plural   | 2ª pessoa | i- ou s- | u-           |
| Plural   | 3ª pessoa | ta-      | tau- ta- tu- |

- Verbos Transitivos
  - a-u (eu comi)
  - re-u (tu comestes)
  - u-u (ele comeu)
- Verbos Intransitivos
  - Dinâmicos
    - a-kiri (eu dormi)
    - re-kiri (tu dormistes)
    - u-kiri (ele dormiu)

  - Estativos
    - Flexíveis
      - se-rurí (estou feliz/ eu sou feliz)
      - ne-rurí (estáis feliz/ tu és feliz)
      - ta-rurí (estão felizes/ eles são felizes)

    - Não flexíveis
      - ixé pukú (eu sou comprido)
      - indé pukú (tu és comprido)
      - aé pukú (ele é comprido

### Posposições
O nheengatu apresenta posposições. Estas apresentam as mesmas funções das preposições, mas se diferem por virem depois do termo regido.
| Posposição | Tradução             | Exemplo (segundo Navarro) | Tradução             |
| ---------- | -------------------- | ------------------------- | -------------------- |
| upé        | em (lugar)           | Pedro uikú paranã upé     | Pedro está no rio    |
| supé       | para, a (uma pessoa) | aé unheẽ Maria supé       | Maria diz para Pedro |
| kití       | para, a (lugar)      | Pedro usí igarapé kití    | Pedro vai ao igarapé |
| irúmu      | com                  | Pedro uikí Maria irúmu    | Pedro está com Maria |

### Sentenças
As sentenças do nheengatu seguem, na maioria das vezes, a ordem sujeito–verbo–objeto (SVO). No entanto, existem algumas variações nesse formato devido, principalmente, à tematização do objeto e do sujeito.
No nheengatu, quase todas as entradas lexicais podem assumir a função de predicado. Graças a isso, é possível formar predicados não-verbais com certa facilidade. São reconhecidos três tipos de orações com predicados não-verbais: existenciais, nominais — inclusivas e equativas — e adverbiais.
Exemplos de orações não-verbais
- ixé kurripaku (Eu sou kurripaku / [literalmente: Eu kurripaku])
- kwá Bento yane-profesor (Nosso professor é este Bento / [literalmente: este Bento nosso professor])

Exemplos de orações verbais
- a-piripana nhaã uka (Eu comprei aquela casa)
- indé re-kuntai amú nheenga (Você fala outra língua)

## Vocabulário

### O pequeno príncipe
A seguir, um trecho inicial do livro O pequeno príncipe em nheengatu, seguido do mesmo trecho em português:
| nheengatu | português |
| --- | --- |
| Muruxawamirĩ Mairamé arikú puyepé akayú amaã, yepé ara, yepé sangawa amurupí retana, yepé papera resé kaawasú resewara sera waá Mbeusawa uyusasá ana waá-itá. Aé umukameẽ yepé buyawasú umukuna uikú waá yepé suú kaapura. Xukúi sangawa. | O pequeno príncipe Certa vez, quando tinha seis anos, vi num livro sobre a Floresta Virgem, Histórias Vividas, uma imponente gravura. Representava ela uma jiboia que engolia uma fera. Eis a cópia do desenho. |

### Numeração
A seguir estão os numerais cardinais e ordinais de 1 a 10.
| Numeral | Cardinal   | Ordinal        |
| ------- | ---------- | -------------- |
| 1       | yepé       | yepesawa       |
| 2       | mukũi      | mukũisawa      |
| 3       | musapiri   | musapirisawa   |
| 4       | irundí     | irundisawa     |
| 5       | yepepú     | yepepusawa     |
| 6       | puyepé     | puyepesawa     |
| 7       | pumukũi    | pumukũisawa    |
| 8       | pumusapiri | pumusapirisawa |
| 9       | puirundí   | puirundisawa   |
| 10      | mukũipú    | mukũipusawa    |

### Amostras de texto
A seguir estão algumas amostras de texto em nheengatu.
Pedro Luiz Sympson, 1876
A! xé ánga, hu emoté i Iára. / Xé abú iu hu rori ána Tupã recé xá ceiépi. / Maá recé hu senú i miaçúa suhi apipe abasáua: / ahé recé upáem miraitá hu senecáre iché aié pepasáua. / Maá recé Tupã hu munha iché áramau páem maá turuçusáua, / i r'ira puranga eté. / Y ahé icatusáua xé hu muçaim ramé, r'ira péaca upáem r'iapéaca ramé, maá haé aitá hu sequéié.
Pe. Afonso Casanovas, 2006
Aikwé paá yepé tetama puranga waá yepé ipawa wasú rimbiwa upé. Kwa paá, wakaraitá retama. Muíri akayú, paá, kurasí ara ramé, kwá uakaraitá aywã ta usú tawatá apekatú rupí. Muíri viaje, tausú rundé, aintá aría waimí uyupuí aitá piripiriaka suikiri waá irũ, ti arã tausaã yumasí tauwatá pukusawa.
Eduardo de Almeida Navarro, 2011
1910 ramé, mairamé aé uriku 23 akaiú, aé uiupiru ana uuatá-uatá Amazônia rupi, upitá mími musapíri akaiú pukusaua. Aé ukunheséri ana siía mira upurungitá uaá nheengatu, asuí aé umunhã nheengarisaua-itá marandua-itá irúmu Barbosa Rodrigues umupinima ana uaá Poranduba Amazonense resé.
Aline da Cruz, 2011
A partir di kui te, penhe nunka mais pesu pekuntai aitekua yane nheenga. Yande kuri, mira ita, yasu yakuntai. Ixe kuri asu akuntai perupi. Ixe kua mira. Ixe asu akuntai perupi. Penhe kuri tiã pesu pekuntai. Pepuderi kuri penheengari yalegrairã yane felisidaderã.
Trecho do livro Yasú Yapurũgitá Yẽgatú, 2014
Se mãya uyutima nãnã kupixawa upé. Nãnã purãga yaú arama yawẽtu asuí purãga mĩgaú arama yuiri. Aikué siya nãnã nũgaraita. Purãga usemu mamé iwí yumunaniwa praya irúmu.
Roger Manuel López Yusuino (nheengatu venezuelano), 2013
Tukana aé yepé virá purangava asoi orikú bando ipinima sava, ogustari oyengari kuemaite asoi osemo ara ramé osikari arama ombaó vasaí iyá. Tukana yepé virá porangava yambaó arama asoi avasemo aé kaáope asoi garapé rimbiva ropí.
Eduardo de Almeida Navarro, 2016
Aé 1910 ramé, mairamé aé urikú 23 akayú, uyupirú ana uwatá-watá Amazônia rupí, asuí upitá mimi musapiri akayú pukusawa. Aé ukunheseri ana siía mira upurungitá waá nheengatu, asuí aé umunhã nheengarisawa-itá marandua-itá irúmu Barbosa Rodrigues umupinima ana waá Poranduba Amazonense resé.

### Constituição brasileira de 1988
A seguir está o Artigo 231 do Capítulo XVIII, denominado "Dos Índios", do Título VIII da Constituição Federal do Brasil em sua versão oficial no nheengatu com seu equivalente no português.
| Nheengatu | Português |
| --- | --- |
| Art. 231. Guvernu umaã indio ta resé, mayê ta umuyã ta yumuatiri sa arã, ta rikusái ta resé, ta nheenga tá resé, ta ruyari sa asui maã taãmusasá waitá ta raíra u rayera ta supé, asui iwí resé waára mamé ta raãumuyã ambira tá taikú uikú waá kuxiíma suiwaára, yawéwa rupí Uniãutẽ umukamé, ũbeu amú ta supé yãindigena ta iwí, papéra rupí, asui usú umuyakũta iwí resé, ti aáram ne mayê míra ta tayuíri ta wiké ápe. | Art. 231. São reconhecidos aos índios sua organização social, costumes, línguas, crenças e tradições, e os direitos originários sobre as terras que tradicionalmente ocupam, competindo à União demarcá-las, proteger e fazer respeitar todos os seus bens. |

## Tentativas de resgate do idioma
O nheengatu está, de acordo com a Unesco, severamente ameaçado. Um dos aliados para a revitalização deste idioma é a tecnologia. Por exemplo, a estudante Suellen Tobler, da Universidade Federal do Oeste do Pará, com apoio do governo desse estado e de professores de escolas indígenas, foi responsável pelo lançamento de um aplicativo gratuito chamado Nheengatu App, cujo estilo de ensino se assemelha ao do Duolingo. Outra iniciativa que ajuda a resgatar a língua é o Projeto Motorola. Com efeito, desde 2021 o nheengatu é uma das possíveis opções de língua para aqueles que utilizam os celulares da empresa atualizados com Android 11.

## Menções
- O nheengatu foi tema de uma questão da edição Mascate da Olimpíada Brasileira de Linguística, em 2021.[63]

### Ferramentas de estudo
- Dicionário nheengatu–português
- O Novo Testamento em nheengatu
- Videoaulas de nheengatu do prof. Eduardo Navarro
- Tradução d'O pequeno príncipe, de Antoine de Saint-Exupéry, ao nheengatu
- Tradução d'A terra dos meninos pelados, de Graciliano Ramos, ao nheengatu
- Curso de língua geral (nheengatu ou tupi moderno): a língua das origens da civilização amazônica, disponibilizado por seu próprio autor